# Цимбідіум Трейсі
Цимбі́діум Тре́йсі — представник роду цимбідіум (Cymbidium), родини орхідні (Orchidaceae). 

## Біологічний опис
Псевдобульби слабо розвинені, яйцеподібні 1,5—2,5 × 1—1,5 см, повністю приховані піхвами 3—4 (до 6) листя.
Коріння м'ясисте, довге.

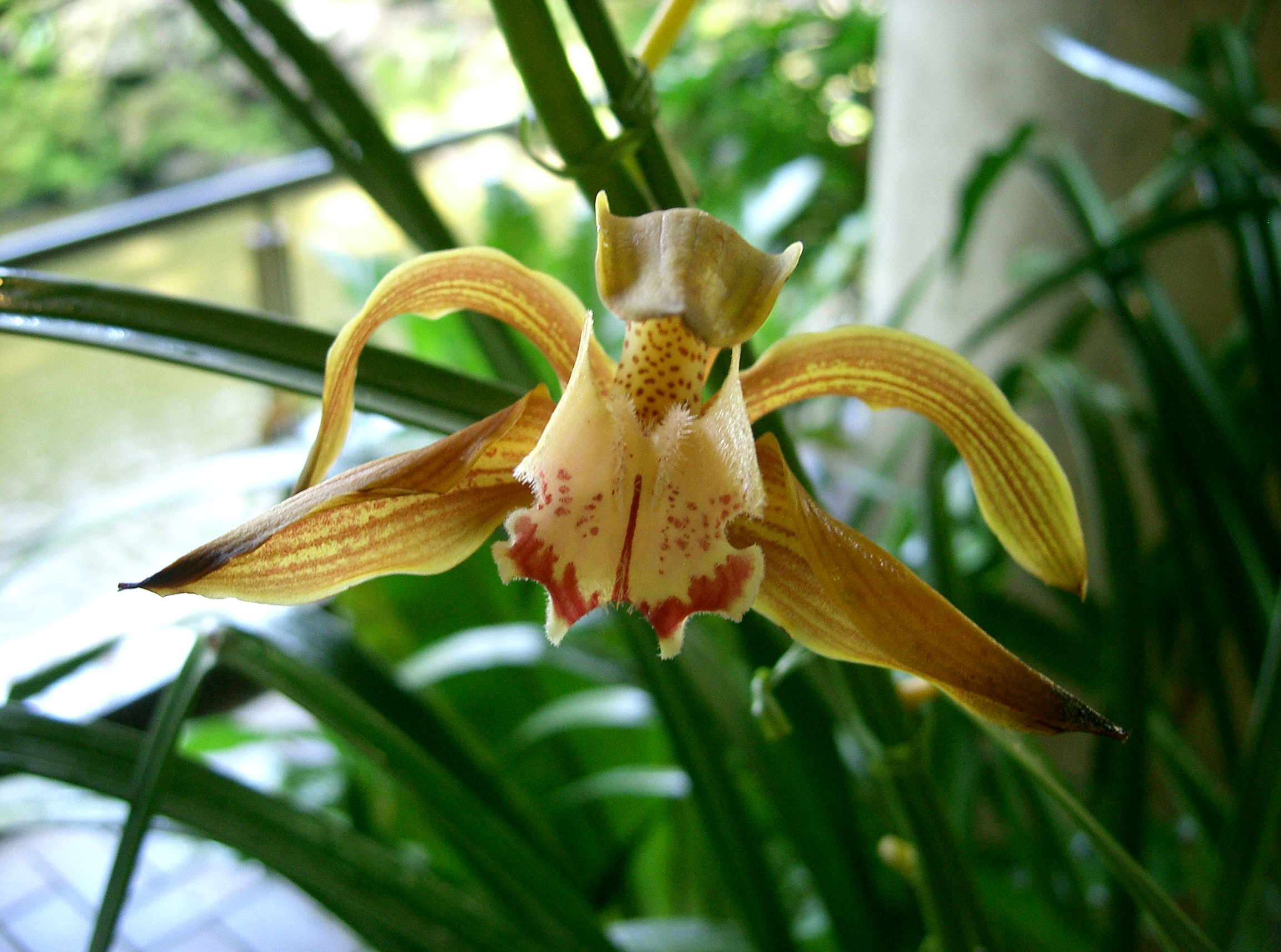
Квітка цимбідіума Трейсі

Суцвіття базальне, вертикальне, 15-67 см завдовжки, 3-9 (рідше 13) квіткова китиця.
Квітки не в'януть 2-3 тижні, сильно і приємно ароматні, 3-5 см в діаметрі.

## Середовище проживання
Зростає у південній і південно-східній Азії: Китай (Гуйчжоу, Тибет, Юньнань), Індія (Нагаланд, Маніпур, Трипура), М'янма, Таїланд; можливо, Лаос і В'єтнам.
Цей вид зростає на вологих скелях або на стовбурах дерев у вологих, тінистих вічнозелених підгірних та гірських лісах, часто біля потоків або над ними.